# Sofia Coppola
Sofia Carmina Coppola (* 14. května 1971 New York) je americká filmová režisérka, herečka, producentka a scenáristka. Za scénář k filmu Ztraceno v překladu získala v roce 2003 Oscara. V roce 2004 následoval Zlatý glóbus za nejlepší film a scénář a v roce 2005 César za nejlepší zahraniční film. Je první Američankou, a třetí ženou v historii vůbec, která byla nominována na Cenu americké filmové akademie za režii.

## Životopis
Je dcerou režiséra Francise Forda Coppoly. Jejími bratranci jsou herec Nicolas Cage a herec a zpěvák Robert Schwartzman. Dne 27. srpna 2011 se v Itálii provdala za francouzského rockového zpěváka Thomase Marse, s nímž má již dvě dcery.

## Tvorba
Coppola se narodila do filmařské rodiny, její filmová kariéra byla tedy postižena předsudky spojenými s protekcí. Již první úspěšné filmy Smrt panen (1999) a Ztraceno v překladu (2003) jí získaly pozornost médií a festivalů. Coppola se ve své tvorbě zaměřuje převážně na osudy lidí vyšší střední třídy, společenské smetánky, zajímá ji téma přepychu, odcizení, ztráty smyslu života. Její snímky jsou pojaty velmi specifickým uměleckým stylem a přístupem. Již od filmu Ztraceno v překladu ji pojí autorská spolupráce s herci Billem Murrayem a Elle Fanning. Někteří autoři vyčítají Coppolové vyprázdněnost a reklamní, lifestyleovou estetiku a zaobírání se osudy „privilegovaných bílých žen."
V roce 2022 bylo oznámeno zahájení práce na biografickém snímku Priscilla podle životopisné knihy Priscilly Presley Elvis a já. Hlavní roli získala herečka Cailee Spaeny.

## Filmografie

### Režisérka
- 1996 – Bed, Bath and Beyond
- 1998 – Lick the Star
- 1999 – Smrt panen (The Virgin Suicides)
- 2003 – Ztraceno v překladu (Lost in Translation)
- 2006 – Marie Antoinetta (Marie Antoinette)
- 2010 – Odnikud někam (Somewhere)
- 2013 – Bling Ring: Jako VIPky (The Bling Ring)
- 2015 – A Very Murray Christmas
- 2017 – Oklamaný (The Beguiled)[5][6]
- 2020 – V úskalí (On the Rocks)
- 2023 – Priscilla – ve výrobě

## Reference

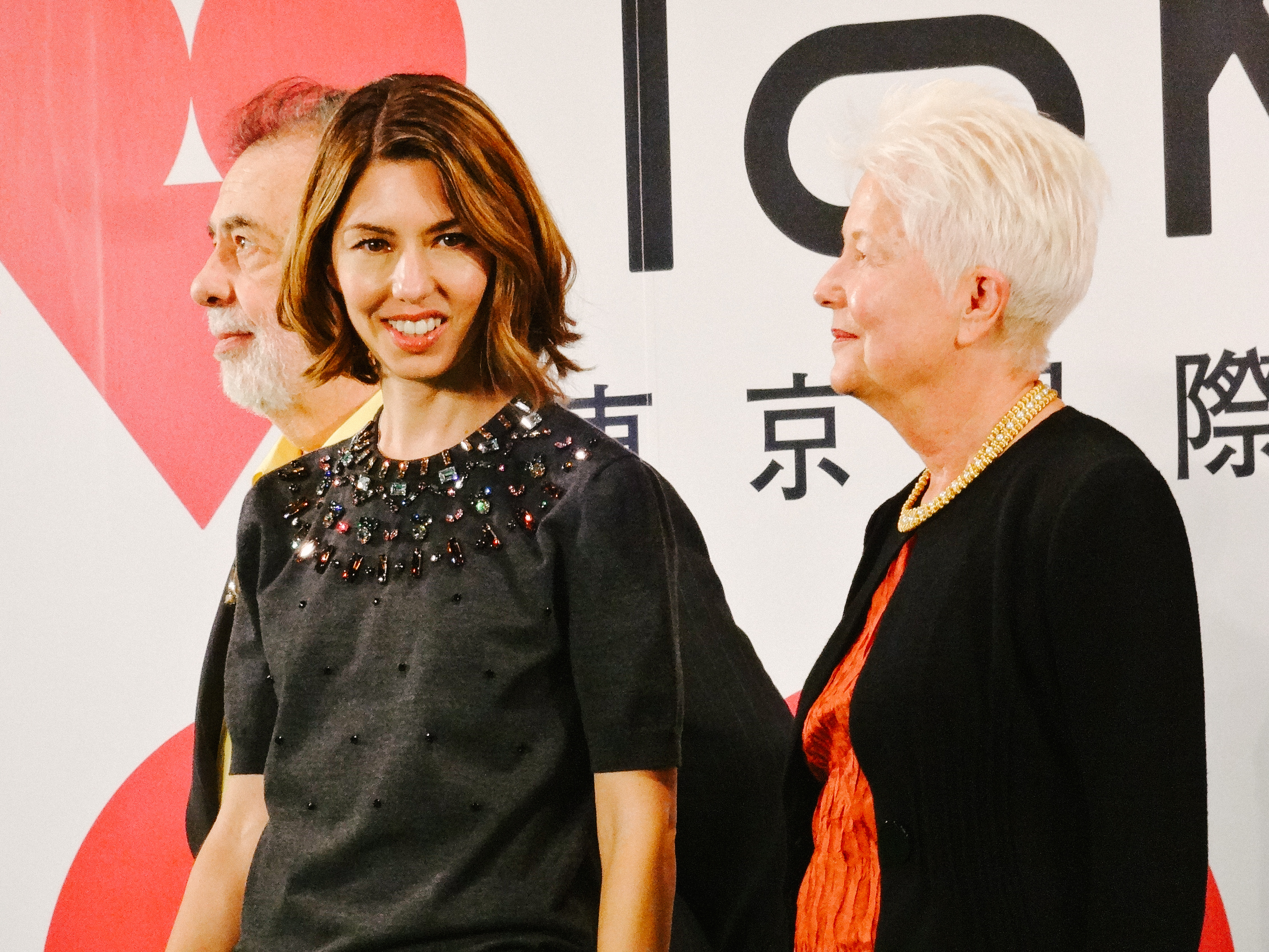
Sofia Coppola na festivalu v Tokyu (2013)